# Młodzieszyn (gmina)
Młodzieszyn – gmina wiejska w województwie mazowieckim, w powiecie sochaczewskim. W latach 1975–1998 gmina położona była w województwie skierniewickim.
Siedzibą gminy jest od 1975 r. Młodzieszyn.
Według danych z 30 czerwca 2004 gminę zamieszkiwały 5532 osoby.

## Struktura powierzchni
Według danych z roku 2002 gmina Młodzieszyn ma obszar 117,07 km², w tym:
- użytki rolne: 67%
- użytki leśne: 25%

Gmina stanowi 16,01% powierzchni powiatu.

## Demografia

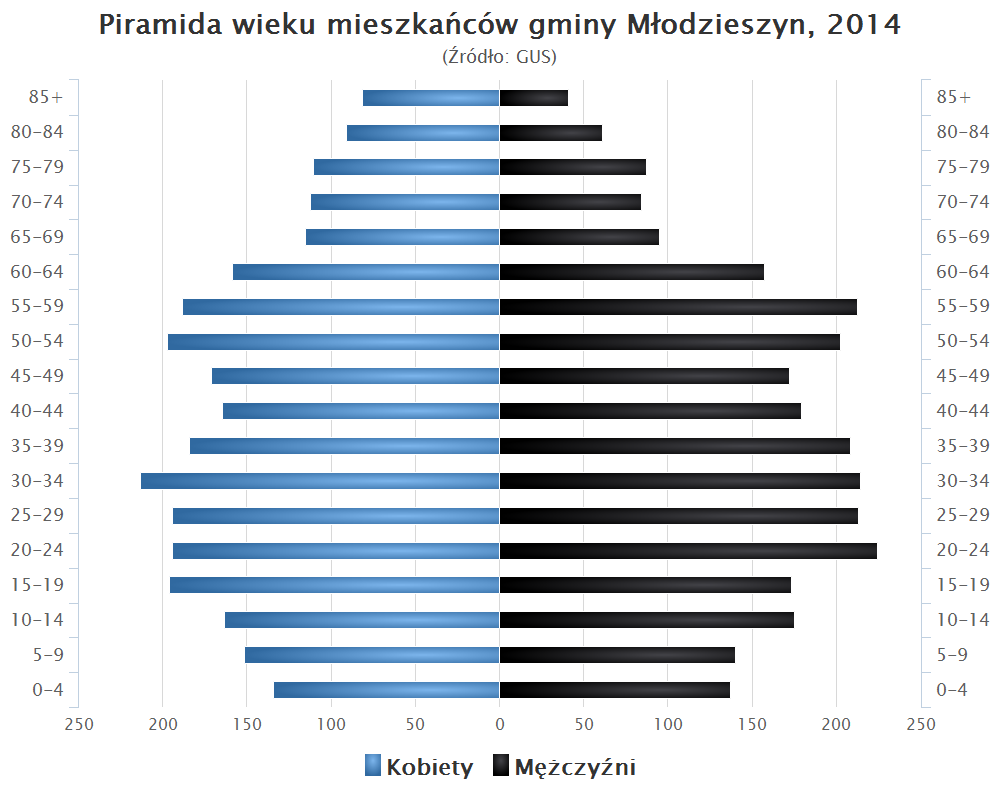
Piramida wieku mieszkańców gminy Młodzieszyn w 2014 roku

Dane z 30 czerwca 2004:
| Opis                              | Ogółem | Ogółem | Kobiety | Kobiety | Mężczyźni | Mężczyźni |
| --------------------------------- | ------ | ------ | ------- | ------- | --------- | --------- |
| jednostka                         | osób   | %      | osób    | %       | osób      | %         |
| populacja                         | 5532   | 100    | 2804    | 50,7    | 2728      | 49,3      |
| gęstość zaludnienia (mieszk./km²) | 47,3   | 47,3   | 24      | 24      | 23,3      | 23,3      |

## Miejscowości podstawowe i ich integralne części
Adamowa Góra, Bibiampol (Bibiampol-Borki, Bibiampol Mały), Bieliny, Helenka (Mysłownia), Helenów (Torfy), Januszew (Kępa Sempławska, Łęg-Januszew, Stara Kępa-Januszew), Juliopol (Boczkówek, Juliopol-Bór, Juliopol-Szosa, Mokre, Pieńki, Wianek), Justynów (Justynów-Kujawki), Janów (Kresy Drugie, Ruszki, Wandzin), Kamion, Kamion Duży, Kamion Mały, Kamion Podgórny, Kamion Poduchowny, Leontynów (Radziwiłka Pierwsza), Marysin (Babiec), Mistrzewice, Młodzieszyn (Młodzieszyn-Biała Góra, Młodzieszyn-Łęg, Młodzieszyn-Osada, Młodzieszyn Poduchowny, Młodzieszyn-Siekierówka), Młodzieszynek (Stefanów), Nowa Wieś (Rumunki), Nowe Mistrzewice (Mistrzewice Poduchowne), Nowy Kamion, Olszynki, Radziwiłka (Bociany), Rokicina (Kaniówka, Kornata), Ruszki, Skutki (Franciszków, Grabszczyzna), Stare Budy (Cztery Kopce), Witkowice (Witkowice osada, Witkowice Duże, Witkowice-Łaźnia, Witkowice Małe, Witkowice-Parcel).

## Sołectwa
Adamowa Góra, Bibiampol, Bieliny - Olszynki, Helenka, Helenów - Skutki, Januszew, Juliopol, Justynów, Janów, Kamion, Leontynów, Marysin, Mistrzewice, Młodzieszyn, Młodzieszynek, Nowa Wieś - Rokicina, Radziwiłka, Ruszki, Stare Budy, Witkowice.
Pozostałe miejscowości podstawowe to Kamion Mały, Kamion Podgórny, Nowe Mistrzewice i Nowy Kamion.

## Sąsiednie gminy
Brochów, Iłów, Rybno, Sochaczew (gmina wiejska), Wyszogród

## Kultura
Rokrocznie z Młodzieszynie odbywają się sponsorowane przez mieszkańców Jackalia, na których występują gwiazdy na krajową skalę (Jacek Stachursky, Golec U'Orkiesta, Zakopower)